# Cyllognatha affinis
Cyllognatha affinis is een spinnensoort in de taxonomische indeling van de kogelspinnen (Theridiidae).
Het dier behoort tot het geslacht Cyllognatha. De wetenschappelijke naam van de soort werd voor het eerst geldig gepubliceerd in 1929 door Lucien Berland.